# 小行星3148
小行星3148（3148 Grechko）是一颗绕太阳运转的小行星，为主小行星带小行星。该小行星于1979年9月24日发现。
該小行星以蘇聯太空人格奧爾基·格列奇科命名。

## 轨道参数
小行星3148的轨道半长轴为3.1051733 UA，离心率为0.189。